# Ortodossia II
Ortodossia II è il primo EP del gruppo musicale italiano CCCP - Fedeli alla linea, pubblicato nel 1985 dalla Attack Punk Records.

## Il disco
Ortodossia II contiene i tre brani già pubblicati nel precedente Ortodossia del 1984 con l'aggiunta di Mi ami?. Il disco è stato originalmente stampato in 12" nel Regno Unito dalla Attack Punk Records in tre versioni: in vinile rosso, in vinile bianco e in vinile nero. È stato in seguito ristampato in Italia in vinile nero dalla Virgin Records nel 1987 e in vinile rosso dalla EMI nel 2008 e dalla Universal Music Group nel 2016.
Il testo di Mi ami? è scritto da Giovanni Lindo Ferretti ed è ispirato a Frammenti di un discorso amoroso, saggio di Roland Barthes del 1977, con i cui titoli dei capitoli è composto parte del brano ("affinità elettiva...orfana di futuro...accarezzati il sogno...con due dita di barbiere...atmosfera pesante...elogio alla tensione...tranquillità assoluta...sul punto delicato...questa non è una replica...facile leggera...mossa tattica..."). È stata definita come una delle canzoni "simbolo" della storia del gruppo. Nell'album Affinità-divergenze fra il compagno Togliatti e noi - Del conseguimento della maggiore età è contenuta una versione "remiscelata" della canzone. Il brano è inoltre presente anche nelle raccolte Compagni, cittadini, fratelli, partigiani/Ortodossia II ed Enjoy CCCP.

## Tracce
Lato A
Testi di Giovanni Lindo Ferretti, musiche di Massimo Zamboni.
1. Live In Pankow – 2:39
2. Mi Ami? – 2:47
3. Spara Jurij – 1:58

Durata totale: 7:24
Lato B
1. Punk Islam – 6:49

Durata totale: 6:49

## Formazione
- Giovanni Lindo Ferretti - voce
- Massimo Zamboni - chitarra elettrica
- Umberto Negri - basso, drum machine
- Danilo Fatur - voce, cori
- Annarella Giudici - voce, cori
- Silvia Bonvicini - voce, cori